# Evangelická akademie
Evangelická akademie je název pro školy, jejichž zřizovatelem je Českobratrská církev evangelická. Školy Evangelické akademie poskytují vzdělání lidem všech vyznání i lidem bez vyznání. Činí tak na křesťanském základě, který se projevuje otevřeností, solidaritou, tolerancí a vychází z domácí i světové reformační tradice.  
Řídícím orgánem škol je koordinátor povolaný synodní radou, který zastupuje zřizovatele (církev) vůči jednotlivým školám a odpovědným orgánům. Sídlo má na církevním ústředí Českobratrské církve evangelické v Praze. V současnosti tuto pozici zastává Helena Wernischová.

## Historie
Školy zahájily činnost ve školním roce 1990/1991. Vzdělávací proces probíhá podle osnov schválených Ministerstvem školství, mládeže a tělovýchovy ČR. 
Na školách se klade silný důraz na etické životní hodnoty: „Cílem výchovy a vzdělávání v Českobratrské církvi evangelické je vést členy církve všech generací k Ježíši Kristu, k samostatné a živé víře, k odpovědnosti ve sboru, církvi, společnosti, ke křesťanské službě a pomoci a ekumenické spolupráci. Církev přijímá spoluodpovědnost za společnost, v níž žije. Proto do své výchovy a vzdělávání zahrnuje působení ve školách. Do škol, jichž je zřizovatelem, však přijímá žáky bez rozdílu vyznání.“

## Součásti
K roku 2024 sdružuje celkem osm škol na pěti místech České republiky (Praha, Brno, Olomouc, Náchod, Sudice):
- Bratrská škola
- Filipka – Škola příběhem + Evangelické gymnázium
- Sudická škola
- Vyšší odborná škola sociální práce a střední odborná škola
- Vyšší odborná škola sociálně právní
- Střední zdravotnická škola Evangelické akademie
- Střední odborná škola sociální a zdravotnická – Evangelická akademie Náchod
- Konzervatoř evangelické akademie Olomouc

### Bratrská škola
Je církevní základní škola v pražských Holešovicích. Nabízí rozšířenou výuku výtvarné a dramatické výchovy v českém i anglickém jazyce na 1. stupni denního studia a také v programu individuálního (domácího) vzdělávání. Školu vyhledávají rodiče dětí, které potřebují speciální logopedickou péči, rodiče dětí s dalšími specifickými potřebami a také děti s nadprůměrným nadáním. Škola je známá svým komunitním charakterem, spolupracuje s rodiči např. v přípravě pravidelného divadelního představení. V současné době (jaro 2024) připravuje zřizovatel školy společnou stavbu nové školní budovy s Městskou částí Praha 7, kde bude otevřen i 2. stupeň základní školy.
Ředitelem školy je Rostislav Konopa (stav 2024).

### Škola příběhem – církevní základní škola a gymnázium (Filipka)
Škola příběhem – církevní základní škola v Brně-Židenicích (Filipínského 1) zahájila svou činnost zápisem prvních žáků v dubnu roku 2019. Podle ulice, na níž škola sídlí, se vžil zkrácený název „Filipka“. 
Alternativní vzdělávací program školy se soustředí na rozvoj čtenářské gramotnosti, výtvarnou výchovu a ekologickou výchovu. Chce být školou komunitního charakteru, která podpoří také žáky ze sociálně slabého prostředí a rozšíří nabídku kvalitních alternativních škol v Brně a okolí.
V roce 2024 se škola rozšířila o přidružené čtyřleté gymnázium, které koncepčně volně navazuje na Filipku. Hlavní důrazy chce škola klást na čtenářskou a textovou gramotnost, etickou výchovu, výchovu ke společenské a environmentální zodpovědnosti, integrovanou tematickou výuku a častou výuku v přírodě, na výjezdch, expedicích či exkurzích. První studenti nastoupí v září tohoto roku. Výuka bude v prvním roce probíhat v budově Filipky, v r. 2025 by se pak měla přestěhovat do budovy tzv. zelené fary (Opletalova 6), kde sídlí i jiná škola Evangelické akademie, Vyšší odborná škola sociálně právní.  
Ředitelkou obou škol je Ruth Konvalinková (stav 2024).

### Evangelická akademie – pedagogické lyceum a střední odborná škola
Dříve fungovala pod názvem Vyšší odborná škola sociální práce a střední odborná škola Praha. Škola sídlí v Praze (Hrusická 7). Připravuje budoucí sociální pracovníky a odborné pracovníky v sociálních službách a od roku 2010 také studenty v novém oboru: pedagogické lyceum. Škola ve svých studijních programech – denního i dálkového studia – klade velký důraz na kultivaci etických postojů studentů. 
Spolupracuje s mnoha institucemi neziskového sektoru (nejen zřizovanými církvemi a náboženskými organizacemi), stovky jejích absolventů oboru sociální práce pracují ve významných sociálních službách – pobytových, terénních i v metodickém vedení organizací. Ve svém unikátním studijním programu sociální činnost v prostředí etnických minorit, připravuje dospělé k terénní sociální činnosti také ve vyloučených lokalitách v ČR. Za tuto iniciativu obdržela škola v roce 2016 cenu Roma Spirit, kterou každoročně vyhlašuje Nadace Michaela Kocába.
Společně s Evangelickou akademií VOŠ v Brně si absolventi mohou své studium doplnit na Evangelické teologické fakultě UK v Praze ve studijním oboru Pastorační a sociální práce a získat titul bakalář. Zároveň škola umožňuje studium akreditovaného kurzu – asistenta pedagoga.
Ředitelem školy je Tomáš Biňovec (stav 2024).

### Vyšší odborná škola sociálně právní Brno
Škola sídlí v Brně (Opletalova 6). Studují zde budoucí sociální pracovníci v oboru Sociálně právní činnost. Absolventi se uplatní v různých státních i nestátních organizacích činných v sociální oblasti (státní správa a samospráva, církevní organizace, občanská sdružení, zdravotnická zařízení, školská zařízení, nadace aj.) a nebo jako samostatně působící sociální pracovníci. Umí pracovat s různými cílovými skupinami: děti, rodiny, mladiství, senioři, azylanti, nemocní, zdravotně postižení aj. Jsou schopni působit ve všech oblastech sociální práce: prevence, sociálně právní poradenství, psychosociální pomoc, sociálně právní ochrana dětí, materiálně technická a informativní pomoc, depistáž, terénní práce, komunitní práce, krizová intervence, sociální analýza a informační činnost směrem k dalším orgánům a organizacím a koordinace služeb v sociální síti.
Ředitelkou školy je Renáta Michálková (stav 2024).

### Střední zdravotnická škola evangelické akademie Brno
Škola sídlí v Brně-Líšni (Šimáčkova 1). Je školou církevní, ale otevřenou pro každého, kdo toto prostředí toleruje a přijímá s pochopením. Na škole se připravují budoucí zdravotničtí pracovníci v oboru Praktická sestra (4letý obor ukončený maturitou) a Ošetřovatel/-ka (3letý obor ukončený výučním listem). Mezi obory existuje propustnost. Absolventi často pokračují i ve studiu na EA, VOŠ sociálně právní, což je další škola EA v Brně, personálně propojená s touto školou. Jejich uplatnění v praxi je velmi žádané.
Ředitelkou školy je Petra Juřeníková (stav 2024).

### Střední zdravotnická škola Náchod – Evangelická akademie
Dříve působila pod názvem Střední odborná škola sociální a zdravotnická – Evangelická akademie Náchod
Škola rodinného typu nabízí denní studijní obory:
- sociální činnost – příprava na práci v různých státních a nestátních sociálních a zdravotnických zařízeních a institucích; zaměřeno zejména na odbornou pomoc sociálně potřebným dospělým a starým spoluobčanům a odbornou pomoc sociálně potřebným dětem a mládeži – čtyřletý maturitní obor
- ošetřovatel – učební obor a nově také velmi žádaný čtyřletý maturitní obor "Praktická sestra" - ve spolupráci s Oblastní nemocnicí Náchod
- sanitář – doplňkové studium v rámci celoživotního vzdělávání

### Konzervatoř evangelické akademie Olomouc

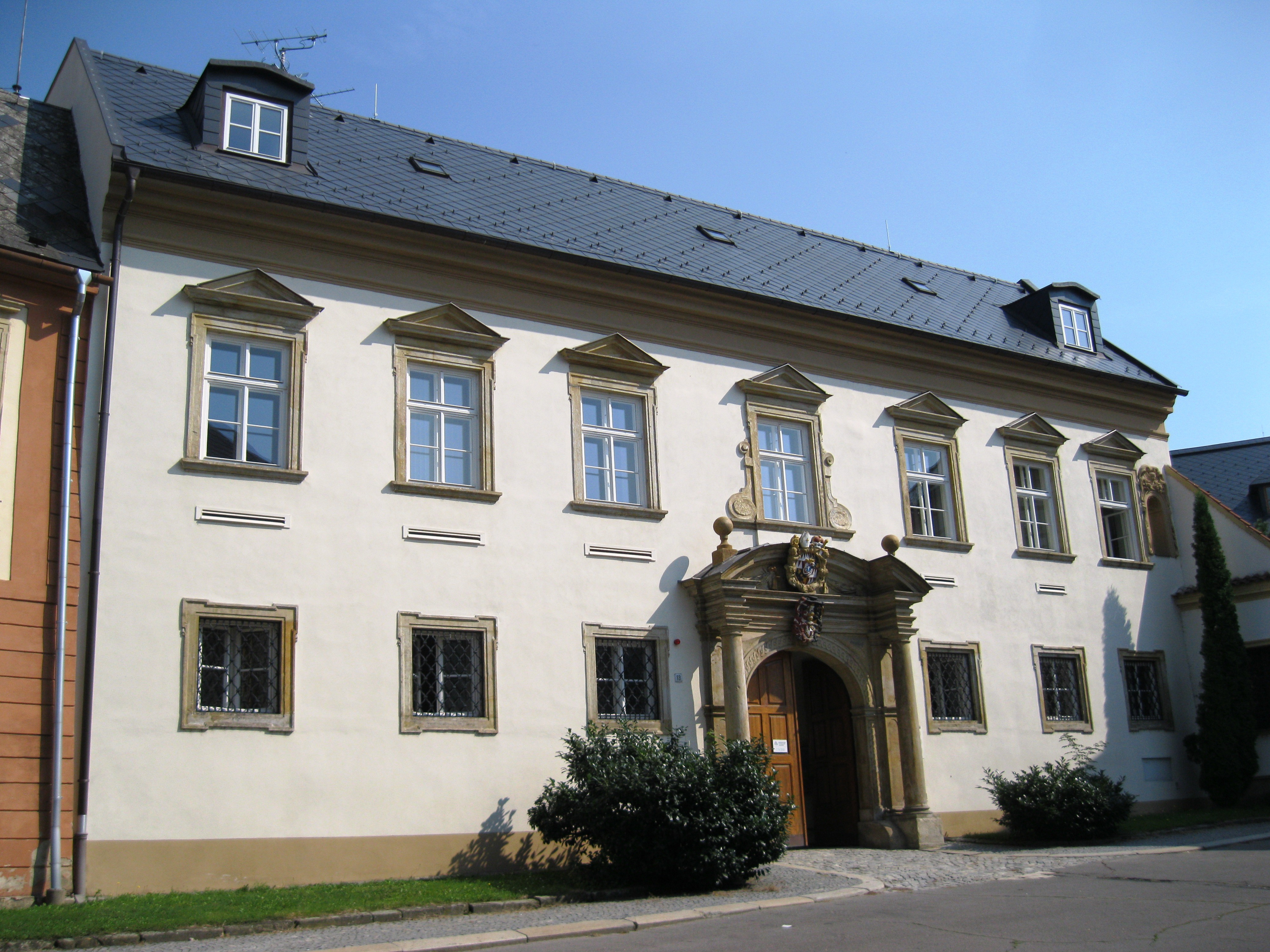
Dům Wurmova čp. 526, sídlo Konzervatoře evangelické akademie Olomouc.

Konzervatoř byla založena v roce 1990 z iniciativy hymnologického poradního sboru Českobratrské církve evangelické. Výuka na konzervatoři byla zahájena 1. září roku 1991. Původně akademie sídlila v Kroměříži, ale později se přemístila do Olomouce. Od 1. září 2008 se výuka školy přesunula do prostor bývalé kanovnické rezidence na ulici Wurmova 13. Konzervatoř je otevřená všem talentovaným žákům bez rozdílu náboženského vyznání. Po svém přestěhování významně rozšířila svou nabídku studijních oborů a stala se svými abonentními koncerty známou nejen v Olomouci, ale i celém regionu. Spolupracuje se základními uměleckými školami a účastní se projektů s Moravskou filharmonií. Kromě výuky sólových hudebních a pěveckých oborů pořádá mistrovské interpretační kurzy Olmik. Je členem Mezinárodní asociace pro hymnologii v Grazu a členem Společnosti pro duchovní hudbu. Ve spolupráci se svým zřizovatelem pořádá kurzy pro varhaníky a sbormistry v Semináři církevní hudby Evangelické akademie.
Ředitelem školy je Pavel Zatloukal (stav 2024).

### Sudická škola
Mateřská a základní škola v Sudicích u Boskovic vznikla v roce 2022 v budově bývalé evangelické školy, která byla využívána jako modlitebna kazatelské stanice boskovického evangelického sboru.
Ředitelkou školy je Dagmar Hamalová (stav 2024.)